# ムアンウボンラーチャターニー郡
座標: 北緯15度13分44秒 東経104度51分16秒 / 北緯15.22889度 東経104.85444度
ムアンウボンラーチャターニー郡（ムアンウボンラーチャターニーぐん）は、タイ東北部・ウボンラーチャターニー県の郡（アムプー）である。同県の県庁所在地（ムアン）でもある。

## 名称
旧名プッパパラニコム (「花の村」の意、บุพปลนิคม) である。1909年、ブーラパーウボン (「東の蓮」の意、บูรพาอุบล) と改称され、1913年県の名前に合わせてウボンラーチャターニー（「蓮の王都」）と改称された
。長い為ウボンと略される。

## 歴史

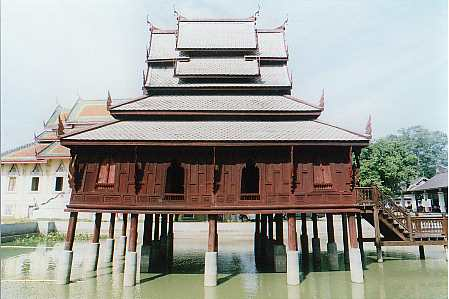
ワット・トゥンシームアン

プラ・ター、プラ・ウォーという二人のチャムパーサック王国の兄弟が現在の1733年移り住んだ。この二人は後にヴィエンチャン王国のブンヤサーン王に攻撃され、プラ・ウォーは殺される。1777年ヴィエンチャン王国のブンヤサーン王の攻撃を受けて、二人の息子である、ターオ・カムポンとターオ・ティッサプロム、ターオ・カムは人々を引き連れ、翌年に都をウボンの付近の現在のドーンモットデーン郡に定めた。1792年ラーマ1世は現在のウボンの中心地に街を設置、美称としてウボンラーチャターニーシーワナーライの名を戴き、チャクリー王朝の朝貢国となった。
ラーマ4世（モンクット）の治世には、ワット・スパッタナーラームがウボン近辺におけるタンマユットニカーイ布教の中心地として建設され、宗教都市としての様相を見せるようになり、ラーマ5世（チュラーロンコーン）の治世にはフランス領インドシナとの交流の中心となり、教育機関や政府機関が設置され、タイ国際東部の中心都市としての様相を見せる様になる。1932年ウボンラーチャターニー県が成立、ウボンはその県庁所在地となった。

## 地理
街はムーン川の形成した平地にある。地理的・経済的に南部のワリンチャムラープ郡とは切っても切れない関係にあり、ワリンにウボンラーチャターニー駅が存在し、両郡の周囲をリエンムアン通りが囲み、両郡をムーン川が隔てている。ムーン川は雨季には氾濫し、ムーン川沿いの住民は同季節には高台に避難する。市の北部にはウボンラーチャターニー国際空港がある。

### 気候
雨季はおおよそ4月の終わりから10月の初めごろまでである。乾季は非常に乾燥し、月に一度程度しか雨が降らない。
| ウボンラーチャターニー(1981–2010)の気候                                              | ウボンラーチャターニー(1981–2010)の気候 | ウボンラーチャターニー(1981–2010)の気候 | ウボンラーチャターニー(1981–2010)の気候 | ウボンラーチャターニー(1981–2010)の気候 | ウボンラーチャターニー(1981–2010)の気候 | ウボンラーチャターニー(1981–2010)の気候 | ウボンラーチャターニー(1981–2010)の気候 | ウボンラーチャターニー(1981–2010)の気候 | ウボンラーチャターニー(1981–2010)の気候 | ウボンラーチャターニー(1981–2010)の気候 | ウボンラーチャターニー(1981–2010)の気候 | ウボンラーチャターニー(1981–2010)の気候 | ウボンラーチャターニー(1981–2010)の気候 |
| 月                                                                                   | 1月                                     | 2月                                     | 3月                                     | 4月                                     | 5月                                     | 6月                                     | 7月                                     | 8月                                     | 9月                                     | 10月                                    | 11月                                    | 12月                                    | 年                                      |
| ------------------------------------------------------------------------------------ | --------------------------------------- | --------------------------------------- | --------------------------------------- | --------------------------------------- | --------------------------------------- | --------------------------------------- | --------------------------------------- | --------------------------------------- | --------------------------------------- | --------------------------------------- | --------------------------------------- | --------------------------------------- | --------------------------------------- |
| 平均最高気温 °C （°F）                                                               | 31.7 (89.1)                             | 34.0 (93.2)                             | 35.8 (96.4)                             | 36.4 (97.5)                             | 34.7 (94.5)                             | 33.3 (91.9)                             | 32.6 (90.7)                             | 31.9 (89.4)                             | 31.8 (89.2)                             | 31.8 (89.2)                             | 31.4 (88.5)                             | 30.6 (87.1)                             | 33 (91.39)                              |
| 平均最低気温 °C （°F）                                                               | 17.5 (63.5)                             | 19.9 (67.8)                             | 22.5 (72.5)                             | 24.4 (75.9)                             | 24.5 (76.1)                             | 24.4 (75.9)                             | 24.2 (75.6)                             | 23.9 (75)                               | 23.7 (74.7)                             | 22.5 (72.5)                             | 20.3 (68.5)                             | 17.8 (64)                               | 22.13 (71.83)                           |
| 雨量 mm （inch）                                                                     | 2.0 (0.079)                             | 15.4 (0.606)                            | 30.5 (1.201)                            | 86.8 (3.417)                            | 208.6 (8.213)                           | 240.2 (9.457)                           | 254.4 (10.016)                          | 303.3 (11.941)                          | 293.8 (11.567)                          | 123.1 (4.846)                           | 22.6 (0.89)                             | 1.0 (0.039)                             | 1,581.7 (62.272)                        |
| 平均降雨日数 （≥1 mm）                                                               | 1                                       | 1                                       | 3                                       | 8                                       | 15                                      | 19                                      | 19                                      | 22                                      | 20                                      | 11                                      | 4                                       | 1                                       | 124                                     |
| % 湿度                                                                               | 65                                      | 63                                      | 62                                      | 66                                      | 75                                      | 79                                      | 80                                      | 82                                      | 82                                      | 78                                      | 71                                      | 68                                      | 72.6                                    |
| 平均月間日照時間                                                                     | 293.3                                   | 262.9                                   | 270.8                                   | 256.0                                   | 238.4                                   | 189.6                                   | 198.4                                   | 170.1                                   | 163.5                                   | 228.5                                   | 255.6                                   | 274.0                                   | 2,801.1                                 |
| 出典：Thai Meteorological Department (Normal 1981-2010), (Ave. rainy days 1961-1990) |                                         |                                         |                                         |                                         |                                         |                                         |                                         |                                         |                                         |                                         |                                         |                                         |                                         |

## 経済
市内の主要な産業は農業で、主な生産品は米である。

## 交通

### バス
バンコク、チェンマイ、ナコーンラーチャシーマー、ウドーンターニー、ラヨーンなどタイ各地からの直通バスがある。
ラオスのパークセーへの国際バスの直行便も運行している。

### 鉄道
ウボンラーチャターニー駅はバンコクから東北東に伸びる国鉄東北線・南線(ウボン線)の終着駅であり、タイ最東端の駅である。
ただし同駅の所在地はムアンウボンラーチャターニー郡ではなく、ムーン川を隔てた南岸側のワーリンチャムラープ郡である。

## 行政区分
郡内には12のタムボンがあり、その下位に148の村（ムーバーン）が存在する。郡内には二つの自治体（テーサバーン）が存在し以下のようになっている。
- テーサバーンナコーン・ウボンラーチャターニー・・・タムボン・ナイムアンをカバー
- テーサバーンムアン・ウボン・・・タムボン・カームヤイとタムボン・チェーラメーの一部

また、郡内には11のタムボン行政体が存在する。
以下のリストで欠番のタムボンは分離し、ドーンモットデーン郡、ラオスアコーク分郡に編入された郡である。
1. タムボン・ナイムアン・・・ตำบลในเมือง

1. タムボン・フワルア・・・ตำบลหัวเรือ
2. タムボン・ノーンコーン・・・ตำบลหนองขอน

1. タムボン・パトゥム・・・ตำบลปทุม
2. タムボン・カームヤイ・・・ตำบลขามใหญ
3. タムボン・チェーラメー・・・ตำบลแจระแม

1. タムボン・ノーンボー・・・ตำบลหนองบ่อ
2. タムボン・ライノーイ・・・ตำบลไร่น้อย
3. タムボン・クラソープ・・・ตำบลกระโสบ

1. タムボン・クットラート・・・ตำบลกุดลาด
2. タムボン・キーレック・・・ตำบลขี้เหล็ก
3. タムボン・パアーオ・・・ตำบลปะอาว